# Fabio Vacchi
Fabio Vacchi (Bolonia, 19 de febrero de 1949) es un compositor italiano de música clásica contemporánea.

## Biografía
Fabio Vacchi estudió en el Conservatorio G.B. Martini en Bolonia con Giacomo Manzoni y Tito Gotti. En 1974 participó en los cursos de Berkshire Music Center en Tanglewood (EE. UU.),  donde obtuvo el premio especial de Koussevitzky de composición, y en 1976 ganó el primer premio en el Concurso de Composición "Gaudeamus" en Holanda con Les soupirs de Geneviève de 11 cuerdas solistas. En el mismo año, escribió una sinfonía en cuatro movimientos para la Bienal de Venecia, que después pasó dos conciertos monográficos en las ediciones de 1978 y 1979.
Debutó en el Maggio Musicale Fiorentino, un festival internacional de arte lírico, en 1982 con la ópera Girotondo basadao en un libreto de Arthur Schnitzler. Siguió en 1990, el Teatro Comunale de Bolonia con la realización de Il Viaggio, una ópera basada en una obra de Tonino Guerra. En 1993, 1994, 1995, en la Opéra Comique De París y en otras salas francesas.
En diciembre de 1995, Vacchi dirige una interpretación de Pantomime Faust, un poema coreográfico por Heinrich Heine, en el Teatro Comunale de Bolonia. En diciembre de 1998 su ópera Les Oiseaux, sobre la base de un folleto de Myriam Tanant, fue realizada por la Ópera Nacional de Lyon y el Teatro Comunale de Bolonia. A partir de las temporadas 2000, 2003, 2004, 2005, en combinación con El Teatro Châtelet. En 2007 estrenó la ópera Teneke.
Las piezas instrumentales de Vacchi son: Luoghi Immaginari (1987-1992), la cantata Sacer Sanctus para coro e instrumentos (1997), y Notturno concertante para guitarra y orquesta (1994).

## Premios reconocimientos
- Koussevitzky Prize in Composition (Tanglewood, 1974)
- Primer premio en Gaudeamus con Les soupirs de Geneviève (Holanda, 1976)
- David di Donatello para el mejor músico de la banda sonora delfilm Il mestiere delle armi di Ermanno Olmi (Roma, 2002)
- Premio Abbiati dell'Associazione Nazionale Critici Musicali para la mejor novedad del año con la ópera Il letto della storia (2003)
- Rdc Awards por la banda sonora de la película Gabrielle di Patrice Chéreau (2005)
- Nominación al David di Donatello para elmejor músico con la banda sonora de la película Centochiodi di Ermanno Olmi (Roma, 2007)
- Académico efectivo de la Accademia Nazionale di Santa Cecilia
- Miembro honorario de la Accademia Filarmonica di Bolonia